# 南恩特里里乌斯
南恩特里里乌斯是巴西南大河州的一个市镇。总面积120.444平方公里，总人口3101人，人口密度25.7人/平方公里。